# Енциклопедія Отто

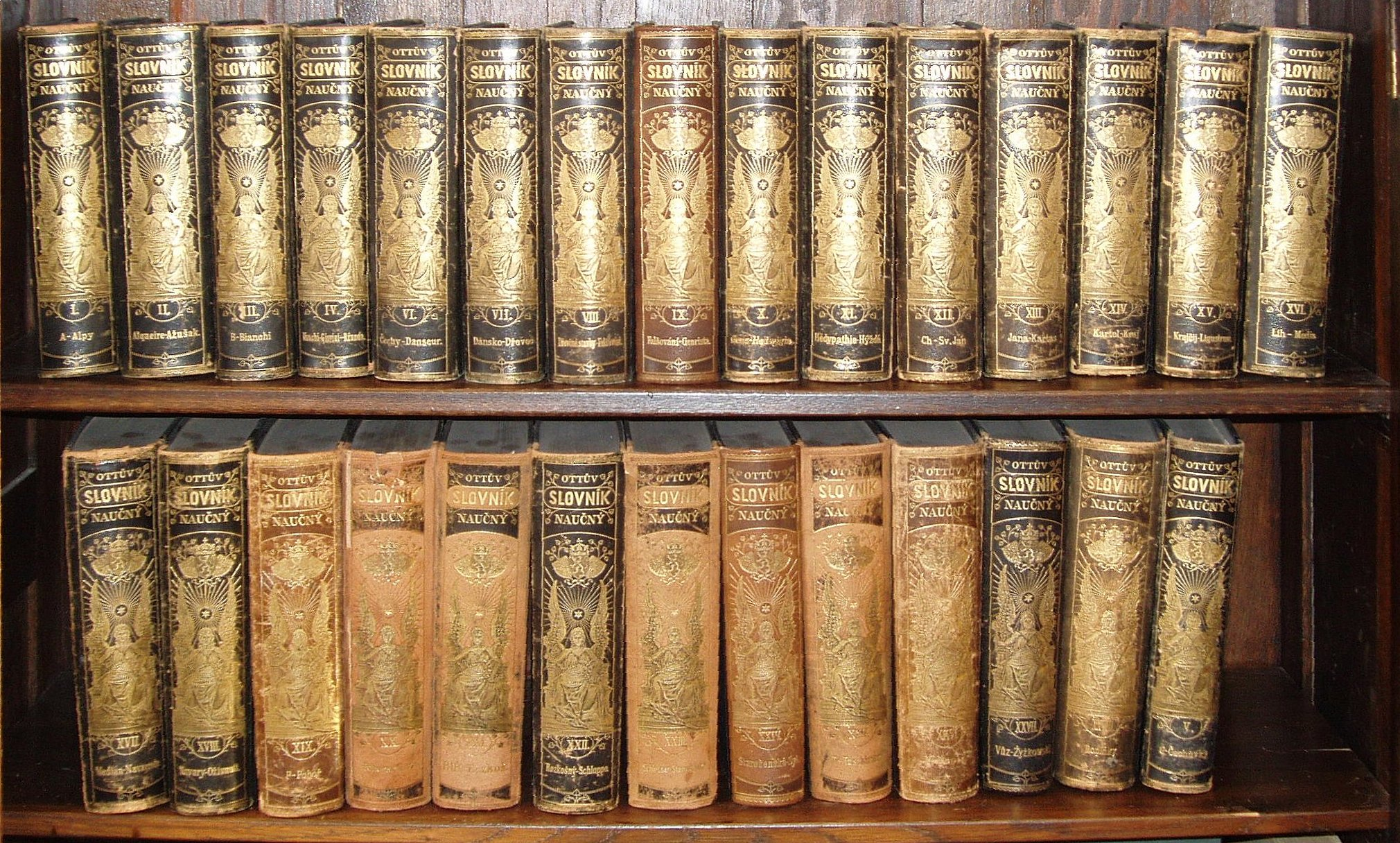
Фотографія повного комплекту Наукової енциклопедії Отто у 28 томах

«Енциклопедія Отто» (чеськ. Ottova encyklopedie), «Науковий словник Отто. Ілюстрована енциклопедія загальних знань» — найбільша універсальна енциклопедія  чеською мовою, видана в 1888-1909 роках, яка до сих пір залишається актуальним джерелом інформації  особливо стосовно чеської історії і культури.

## Історія створення і розвитку
Енциклопедія названа  за іменем ініціатора  створення і видання енциклопедії чеського бібліотекаря   Яна Отто. У 1996-2003 роках енциклопедія була перевидана, незабаром з'явилося і видання на CD-ROM. Назва «Ottův slovník naučný» було офіційно зареєстровано як товарний знак 22 травня 1995 року

### Навчальний словник Отто 1888–1909
На початку 1980-х чеський бібліотекар і видавець Ян Отто почав планувати нову  чеську енциклопедію. Його плани були  натхнені першою чеською енциклопедією Ф. Л. Рігера, яка тепер відома як Науковий словник Рігера (14 томів, опублікованих між 1860 та 1874 роками). Метою проєкту було представлення високого рівень чеського суспільства та підтримка чеського національного відродження.
Під заголовком «Словник освіти Отта» за роки 1888 - 1909 було видано 27 регулярних томів та один додатковий том. За різними підрахунками, томи містять 140 000 до 186  000 записів на 27 789 сторінках із 4 888 ілюстраціями та 479 спеціальними вкладеннями. Редакція словника складалася з 56 осіб та ще 1 086 експертів брали участь у створенні.

### Додатки 1930–1943 рр.: Словник Нового часу Отто
Відразу після завершення першого видання Отто розпочав роботу над другим, переробленим виданням. Робота продовжувалась після смерті Отто в [1916 р.], Але так і не була завершена через швидко зростаючі витрати.
У 1926 році видавництво Дж. Отто опублікувало  кишеньковий навчальний словник та аксесуари Отто, 1 813 сторінок кишенькового формату з 14 картами та 3200 ілюстрацій у тексті.
У 1930 році компанія Jan Otto Ltd. під керівництвом К. Б. Мадла, свояка Отто, почала випуск доповнення - «Наукового словника Отто нового часу». До 1943 року, коли проєкт був зупинений нацистами для економії паперу, вийшло 12 томів до кінця букви U і підготовлено 2 останніх томи, що не були опубліковані, а їх текст загублений.

## Опис
Енциклопедія вважається  неперевершеною  на батьківщині і однією з найкращих і повних енциклопедій в історії людства.  Загальна кількість статей в ній - близько 186 тисяч, загальне число сторінок - 28 912 4888 ілюстрацій і 479 сторінок з додатковими матеріалами. Авторський колектив включав 55 головних редакторів і близько 1100 авторів, серед яких були найбільші вчені Чехії того часу. Характерною особливістю енциклопедії є дуже глибокий рівень опрацювання матеріалу: в ній було досить значне число статей розміром близько 10 сторінок, а розмір кількох статей на найважливіші теми становив понад 100 сторінок.